# Sligro Food Group
Sligro Food Group er en nederlandsk fødevarevirksomhed, der driver foodservice og engroshandel med dagligvarer. Datterselskaber inkluderer Sligro (engroshandel) og Van Hoeckel (leverandør til det institutionelle marked). De har fødevareproducenterne Culivers (måltider) og SmitVis (fisk). De har ejerandele i Spar Holding, Kaldenberg Slagteries BV, Ruig Wild & Poultry og Verhoeven (brød). 
34 % af virksomheden er familieejet igennem Stichting Administratiekantoor Slippens. Sligro Food Group er medlem af indkøbsorganisationen Superunie.